# 敘利亞禮天主教安提約基雅宗主教區
敘利亞禮天主教安提約基雅宗主教區（拉丁語：Patriarchatus Antiochenus Syrorum）是黎巴嫩一個東儀天主教（敘利亞禮）宗主教區。下轄三個宗主教代牧區，另外在蘇丹有一個副主教管理當地教務。
1662年原屬東方正統教會的安條克牧首改宗天主教，1783年，敘利亞禮天主教會的聖統最終確立。1910年宗主教教座自馬爾丁（位於今土耳其）遷至貝魯特。現任宗主教為依納爵·尤素福三世，榮休宗主教為Ignatius Peter VIII Abdalahad。